# Viorica Viscopoleanu
Viorica Viscopoleanu, née Belmega le 8 août 1939, est une athlète roumaine, spécialiste du saut en longueur. Championne olympique en 1968 à Mexico, elle a détenu le record du monde du saut en longueur de 1968 à 1970.

## Jeux olympiques
Viorica Viscopoleanu a pris part trois fois aux Jeux olympiques d'été et elle a atteint à chaque fois la finale. En 1964, avec un saut à 6,35 m, elle termina cinquième, manquant le bronze pour huit centimètres. En 1968, à son premier saut en finale, elle atteignit 6,82 m, améliorant ainsi le record du monde de la Britannique Mary Rand. Avec encore quatre autres sauts valables, elle aurait de toutes façons obtenu une médaille, mais avec ce record, elle remporta clairement l'or avec quatorze centimètres d'avance sur sa dauphine Susan Sherwood. En 1972, elle termina septième avec un saut à 6,48 m.

## Championnats d'Europe
Aux championnats d'Europe d'athlétisme en plein air, Viscopoleanu a atteint également trois fois la finale du concours du saut en longueur. En 1966, elle termina cinquième avec un saut à 6,33 m. Trois ans plus tard à Athènes, elle remporta l'argent avec un saut à 6,45 m, quatre centimètres derrière la Polonaise Miroslawa Sarna. En 1971, elle put encore se classer sixième avec un saut à 6,39 m.
Aux jeux européens d'athlétisme en salle, Viscopoleanu gagna le bronze en 1967 et en 1968. Lors des premiers championnats d'Europe en salle, en 1970, elle fut sacrée avec un saut à 6,56 m après un concours très serré avec Heide Rosendahl, deuxième avec 6,55 m, Miroslawa Sarna, troisième avec 6,54 m et Burghild Wieczorek, quatrième avec 6,53 m. En 1971, Viscopoleanu remporta sa dernière médaille, en bronze. Pour sa dernière apparition à un championnat international, elle se classa encore cinquième lors des championnats d'Europe en salle de 1974.

## Palmarès

### Jeux olympiques
- Jeux olympiques de 1964 à Tokyo ( Japon) 
  - 5e en saut en longueur
- Jeux olympiques de 1968 à Mexico ( Mexique) 
  -  Médaille d'or en saut en longueur
- Jeux olympiques de 1972 à Munich ( Allemagne de l'Ouest) 
  - 7e en saut en longueur

### Championnats d'Europe d'athlétisme
- Championnats d'Europe d'athlétisme de 1966 à Budapest ( Hongrie)
  - 5e en saut en longueur
- Championnats d'Europe d'athlétisme de 1969 à Athènes ( Royaume de Grèce)
  -  Médaille d'argent en saut en longueur
- Championnats d'Europe d'athlétisme de 1971 à Helsinki ( Finlande)
  - 6e en saut en longueur

### Championnats d'Europe d'athlétisme en salle
- Jeux européens d'athlétisme en salle de 1966 à Dortmund ( Allemagne de l'Ouest)
  - 4e en saut en longueur
- Jeux européens d'athlétisme en salle de 1967 à Sofia ( Bulgarie)
  -  Médaille de bronze en saut en longueur
- Jeux européens d'athlétisme en salle de 1968 à Madrid ( Espagne)
  -  Médaille de bronze en saut en longueur
- Championnats d'Europe d'athlétisme en salle de 1970 à Vienne ( Autriche)
  -  Médaille d'or en saut en longueur
- Championnats d'Europe d'athlétisme en salle de 1971 à Sofia ( Bulgarie)
  -  Médaille de bronze en saut en longueur
- Championnats d'Europe d'athlétisme en salle de 1972 à Grenoble ( France)
  - 8e en saut en longueur
- Championnats d'Europe d'athlétisme en salle de 1973 à Rotterdam ( Pays-Bas)
  - 6e en saut en longueur
- Championnats d'Europe d'athlétisme en salle de 1974 à Göteborg ( Suède)
  - 5e en saut en longueur

## Records
- Record du monde du saut en longueur avec 6,82 m le 14 octobre 1968 à Mexico (amélioration du record de Mary Rand, sera battu par Heidemarie Rosendahl)